# Radio France Internationale

Logo Radio France Internationale

Radio France Internationale (RFI) – francuskie radio publiczne, nadające programy dla zagranicy, powstałe w 1975 r. i finansowane przez MSZ Francji.

## Sekcja polska RFI
Pierwsze polskojęzyczne audycje w publicznym radiu francuskim nadawano od 1932 roku. W 1974, w ramach przekształceń rozgłośni, nastąpiła pierwsza likwidacja polskiej sekcji Office de Radiodiffusion et Telévision Francaise nadającej na falach krótkich za granicę. Pozostawiono jednak małą redakcję polską która tworzyła program nadawany na falach średnich przez rozgłośnię w Lille, a przeznaczony dla Polonii francuskiej i belgijskiej. Kierował nią w tym czasie Leszek Talko, a w zespole pracowali  m.in. Sylwia Gibs, Aleksandra Kwiatkowska-Viatteau, Jerzy Sowiński i Kazimierz Piekarec (do 1978). 17 grudnia 1981, z inicjatywy Leszka Talki i innych przedstawicieli francuskiej Polonii oraz przy bezpośredniej aprobacie ówczesnego prezydenta François Mitterranda, powstała współczesna redakcja polskiej sekcji RFI. Sekcja powstała w kilka dni po wprowadzeniu w Polsce stanu wojennego, a nadawane wówczas audycje były jednymi z niewielu niezależnych i wiarygodnych źródeł informacji. W stanie wojennym i po jego zawieszeniu, audycje Sekcji Polskiej RFI były słuchane w Polsce na równi powszechnie z programami Wolnej Europy czy BBC.

[Sekcja polska RFI była] w czasach stanu wojennego najlepszym polskojęzycznym radiem nadawanym z zagranicy

Od 1982 do 2005 szefem sekcji polskiej RFI był Kazimierz Piekarec. Po upadku systemu komunistycznego w Polsce sekcja zmieniła profil audycji. Wiodącymi tematami stały się aspekty integracji europejskiej, życie kulturalne we Francji oraz udział w nim polskich twórców.
W dniach od 2 do 8 maja 1990 rozgłośnia nadawała specjalny program w języku francuskim i polskim na warszawskiej częstotliwości 69,80 MHz. Nadajnik stacji znajdował się w hotelu Marriott. Częstotliwość została później przekazana na potrzeby Radio WAWA.
W dniu 24 października 1997 została nadana ostatnia półgodzinna audycja w języku polskim realizowana w Paryżu przez Sekcję Polską RFI na fali rozgłośni Lille. Można ją w całości wysłuchać w Internecie na odpowiedniej stronie Radia Wolności (RFI).
W lutym 2010, wraz z pięcioma innymi sekcjami językowymi, zamknięto polską sekcję RFI. Ostatnia audycja po polsku odbyła się 18 grudnia 2009. Archiwa radiowe polskiej sekcji RFI zostaną przekazane Polskiemu Radiu i paryskiemu Instytutowi Literackiemu „Kultura” w Maisons-Laffitte.